# Conical Hill
Der Conical Hill (deutsch Kegelhügel) ist ein 655 m hoher und felsiger Hügel auf der antarktischen Ross-Insel. Er ragt aus den südlichen Hängen des Mount Terror oberhalb des Kap MacKay auf.
Seinen deskriptiven Namen erhielt der Hügel durch Teilnehmer der britischen Terra-Nova-Expedition (1910–1913).